# Скрундський край
Скру́ндський кра́й (латис. Skrundas novads) — адміністративно-територіальна одиниця Латвійської Республіки. Розташований у західній частині країни, в історичному регіоні Курляндія. Адміністративний центр — Скрунда. Створений 2009 року. Площа — 553,2 км². Населення — 5313 осіб (2011). До складу краю входять 1 місто і 4 волості.

## Населення
Національний склад краю за результатами перепису населення Латвії 2011 року.
| Національність | К-сть | % |
| -------------- | ----- | - |